# Loweria stenoscia
Loweria stenoscia là một loài bướm đêm trong họ Geometridae.